# Neomarica silvestris
Neomarica silvestris är en irisväxtart som först beskrevs av Vell., och fick sitt nu gällande namn av Chukr. Neomarica silvestris ingår i släktet Neomarica och familjen irisväxter. Inga underarter finns listade i Catalogue of Life.